# ایرانیان ترکیه
ایرانیان ترکیه (به ترکی استانبولی: Türkiye İranlilari) یک گروه قومی مهاجر در ترکیه با ملیت ایرانی که در گذر زمان به ترکیه مهاجرت کرده‌اند یا در ترکیه از والدینی ایرانی زاده شده‌اند. ایرانیان ترکیه اکثراً شیعه می باشند و در ناحیه های مختلف ایرانی نشین ترکیه زندگی می کنند. افراد ایرانی نشین ترکیه اکثراً در محله هایی چون محله خان والده استانبول، محله فاتح  (منطقه ای شناخته شده و سنتی برای ایرانیان)، محله آکسارای و در نهایت محله اسن بورت استانبول (محله ای اروپایی برای خرید خانه در استانبول ترکیه) زندگی می کنند. 

## پیشینه
ترکیه به دلیل همسایگی با ایران و دارا بودن خط مشی تا حدودی مشترک در زمینه فرهنگ، اقوام و دین؛ همواره یکی از گزینه‌های مهاجرت از سوی ایرانیان می‌باشد؛ که همین امر نیز باعث شده‌است علاوه بر سفارت ایران در آنکارا، در سه شهر دیگر این کشور از قبیل استانبول، ارزروم و ترابوزان کنسولگری‌هایی از ایران در مقابل سفارت ترکیه در تهران، کنسولگری ترکیه در تبریز و در ارومیه نیز ایجاد شود.
از نخستین مهاجرت ایرانیان مربوط به آذری‌های ایران می‌باشد که به بعد از فروپاشی حکومت خودمختار آذربایجان؛ سیاسیون آذری آن دوران به ترکیه پناهنده شدند و مهاجرت‌های سیاسی هم‌اکنون نیز از ایران در حال افزایش می‌باشد، ترکیه بعد از بریتانیا دومین مقصد پناهجویان ایرانی به‌شمار می‌رود؛ که سالانه ۲٬۶۵۰ پناهجوی جدید وارد خاک این کشور می‌شود. بین سالهای ۱۹۹۹ و ۲۰۰۶ ایرانیان همواره بالاترین تعداد پناهجویان را در ترکیه تشکیل می‌دادند. مهاجرت ایرانیان در زمینه تحصیل نیز چشمگیر می‌باشد به طوری که همه ساله جوانان و دانشجویان زیادی به امید تحصیل در این کشور به ویژه مناطق آذری‌نشین ایران راهی ترکیه می‌شوند. شهروندان یهودی ایرانی نیز به دلیل نبود سفارت اسرائیل در تهران، برای رفت و آمد و مهاجرت به اسرائیل از سفارتخانه‌های این کشور در ترکیه بهره می‌گیرند.

## پراکنش
ایرانیان در شهرهای بزرگ ترکیه، استانبول و آنکارا حضور چشمگیری دارند. در سایر شهرهای ترکیه از قبیل ترابوزان و ارزروم نیز اقلیتی از جوامع ایرانی سکونت می‌کنند. ایرانی‌های ترکیه جمعیت و پراکنش قابل ملاحظه‌ای به عنوان گروه قومی مهاجر دارند. نفوس ایرانیان در ترکیه در سال ۱۹۹۰ میلادی، حدود ۷٬۸۳۱ نفر برآورد شده‌بود. اما در سال ۲۰۰۹ میلادی، اتنولوگ جمعیت فارسی‌زبانان ایران را ۵۰۰٬۰۰۰ نفر و جمعیت آذری‌های ایران در سال ۲۰۱۰ میلادی را ۵۳۰٬۰۰۰ نفر اعلام کرده‌بود. مهاجرت زیادی از سوی ایرانیان آذری به سمت استانبول صورت گرفته است. محله خان والده در ناحیه اروپایی فاتح استانبول از مهم‌ترین و پرجمعیت‌ترین سکونتگاه‌های ایرانیان می‌باشد، که تجار زیادی از تبریز، شبستر و خوی در آنجا مشغول به فعالیت می‌باشند. مسجد والده خان؛ مسجدی قدیمی به سال تأسیس ۱۳۲۹ هجری خورشیدی در این محله ایرانی بنیان‌گذاری شده‌است.

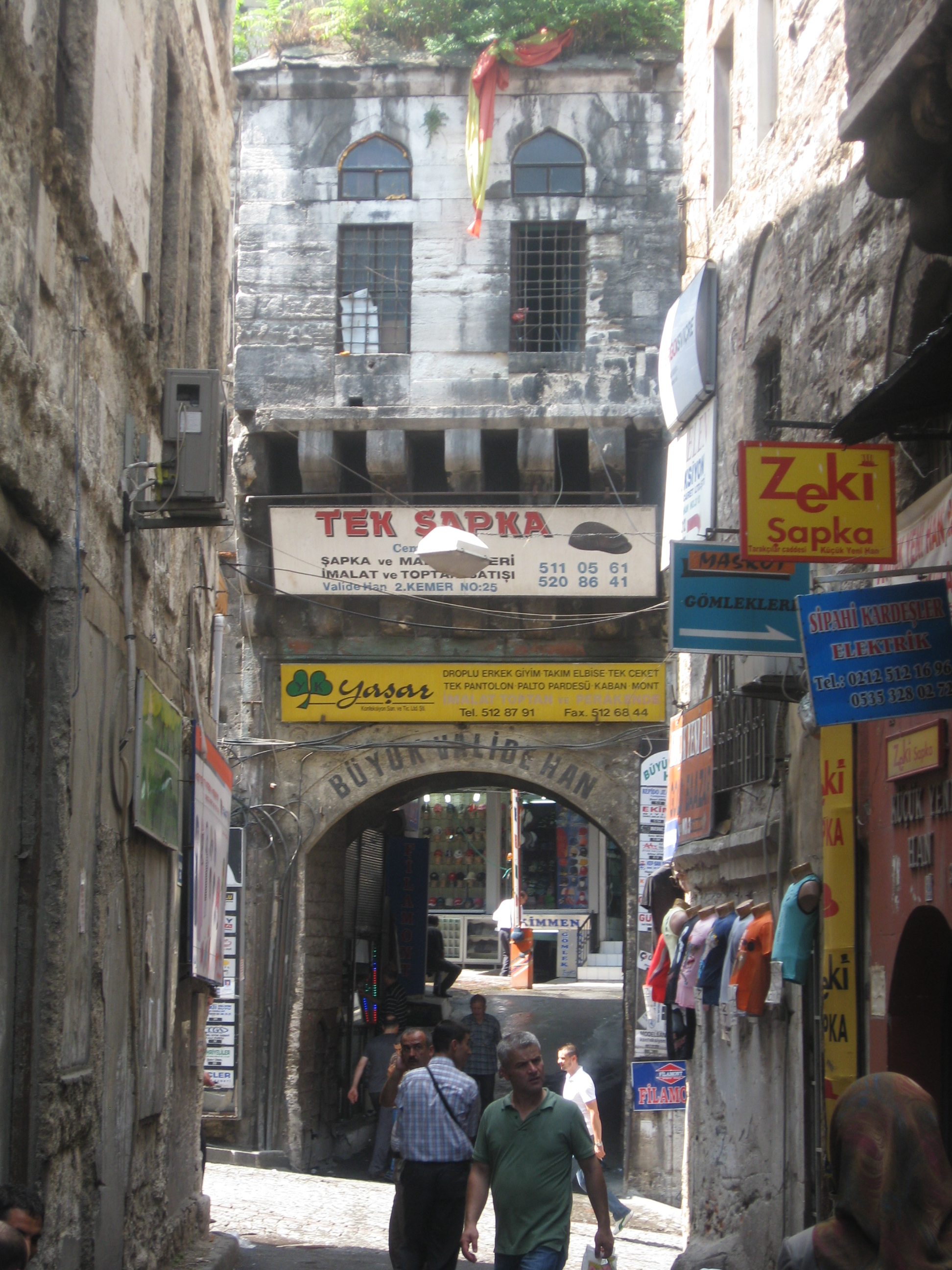
دروازه ورودی خان والده که مهم‌ترین محله ایرانیان در استانبول می‌باشد

نهاد زیبکچی وزیر اقتصاد ترکیه در مصاحبه‌ای اعلام کرد که ۳۳۵۰ شرکت با سرمایهٔ ۱۰۱ میلیون دلاری اتباع ایرانی در ترکیه فعالیت می‌کنند.

## سرشناسان
از سرشناسان ایرانی در ترکیه می‌توان از حسن تقی‌زاده، تقی رفعت، حیدر حاتمی، ثمین باغچه بان رضا ضراب و امیرحسین مقصودلو را نام برد، که مدتی را در ترکیه به سر برده‌اند.

## توضیحات
1. ↑  این رقم شامل آذری‌های بومی ترکیه در حاشیه مرز ایران، ترکیه و جمهوری آذربایجان در استان قارص و ایغدیر نیز می‌شود.